# Kaććh (zatoka)
Zatoka Kaććh (ang. Gulf of Kutch) – wąska zatoka, odnoga Morza Arabskiego o długości około 180 km, wcinająca się w głąb półwyspu Indyjskiego, oddzielając region Kaććh od półwyspu Kathijawar w zachodnich Indiach.